# (6842) Krosigk
(6842) Krosigk (3016 P-L) – planetoida z pasa głównego asteroid okrążająca Słońce w ciągu 4,33 lat w średniej odległości 2,66 j.a. Odkryta 24 września 1960 roku.